# Gräberfeld von Brakelund
Das eisenzeitliche (400–550 n. Chr.) Gräberfeld von Brakelund liegt südlich der Schotterstraße zwischen Lindärva und Hasslösa, nordwestlich von Hasslösa südöstlich von Lidköping in Västra Götalands län in Schweden. Es ist der Rest eines größeren Feldes. Auf der Südseite liegt eine stillgelegte Kiesgrube.
Das Gräberfeld enthält zwölf Bautasteine, zehn Richterringe mit sechs bis 15 Steinen, vier Schiffssetzungen, vier Findlinge, zwei quadratische und eine rechteckige Steinsetzung sowie einen Grabhügel. In den 1960er Jahren war das Feld noch Standort eines Kiefernwaldes.
In der Nähe liegt der Runenstein an der Synnerby kyrka.